# Garelli Motoleggera 70
Die Garelli Motoleggera 70 war ein leichtes Motorrad des italienischen Herstellers Garelli, das zwischen 1957 und 1964 produziert wurde. Es wurde auch für den Exportmarkt, insbesondere für die USA entwickelt. Das Modell zeichnete sich durch seine robuste Bauweise und einfache Technik aus und war in mehreren Varianten erhältlich.

## Varianten
- 1956–1960: Standardmodell mit 70 cm³, 3,3 PS, Motortyp 319, 3-Gang-Handschaltung, Reifengröße 19".
- 1958: Motoleggera 70 Extra mit 70 cm³, 4,0 PS, Motortyp 319E, 3-Gang-Handschaltung, Reifengröße 19".
- 1960–1961: Motoleggera 70 Turismo mit 70 cm³, 3,3 PS, Motortyp 319, 3-Gang-Handschaltung, Reifengröße 19".
- 1959–1963: Motoleggera 70 Super mit 70 cm³, 4,0 PS, Motortyp 319E, 3-Gang-Handschaltung, Reifengröße 19".
- 1964: Motoleggera Super 70 (Kickstarter) mit 70 cm³, 4,0 PS, Motortyp 319E 4-Gang-Fußschaltung, Reifengröße 19".

## Technische Daten
Die technischen Daten variieren je nach Modelljahr und Ausführung. Nachfolgend eine Übersicht:
| Merkmal               | Wert                                          |
| --------------------- | --------------------------------------------- |
| Motortyp              | Einzylinder-Zweitakt                          |
| Bohrung × Hub         | 45 × 44 mm                                    |
| Hubraum               | 70 cm³                                        |
| Leistung              | 3,3–4,0 PS bei 6000/min                       |
| Motorkennzeichnung    | 319 / 319E                                    |
| Getriebe              | 3-Gang-Handschaltung oder 4-Gang-Fußschaltung |
| Antrieb               | Kette                                         |
| Vorderradfederung     | Teleskopgabel                                 |
| Hinterradfederung     | Schwinge mit zwei Stoßdämpfern                |
| Bereifung             | 2.25 x 19"                                    |
| Sitzplatzanzahl       | Zwei                                          |
| Bremsen               | Trommelbremsen vorne und hinten               |
| Höchstgeschwindigkeit | ca. 70–80 km/h je nach Modell                 |
| Leergewicht           | ca. 55–60 kg je nach Modell                   |

## Besonderheiten
Die Motoleggera 70 hatte, außer dem Kickstartermodell, einen verstärkten Ständer und wurde über das treten von Pedalen (Mopedprinzip) gestartet.